# گاواونچلو
گاواوِنچِلو (به مجاری:  Gávavencsellő) یک منطقهٔ مسکونی در مجارستان است که در ناحیه ایبرانی واقع شده‌است. گاواونچلو ۶۶٫۸۳ کیلومتر مربع مساحت و ۳٬۹۳۸ نفر جمعیت دارد.